# Операция Дъмбо Дроп
„Операция Дъмбо Дроп“ (на английски: Operation Dumbo Drop) е американски екшън комедийно-драматичен военен филм от 1995 г. на режисьора Саймън Уинсър, по сценарий на Джийн Куинтано, Джим Куф и Джим Морис, с участието на Дани Глоувър и Рей Лиота.